# Dorota Zozulińska-Ziółkiewicz
Dorota Anna Zozulińska-Ziółkiewicz (ur. 30 sierpnia 1966) – polska diabetolożka, profesor nauk medycznych, prorektor Uniwersytetu Medycznego w Poznaniu.

## Życiorys
Studiowała na Wydziale Lekarskim Akademii Medycznej w Poznaniu. W 1994 uzyskała tamże stopień doktora nauk medycznych na podstawie rozprawy pt. „Wpływ inhibitorów enzymu konwertującego na metabolizm tlenowy granulocytów obojętnochłonnych u chorych na cukrzycę” (promotorka – Bogna Wierusz-Wysocka). W 2002 habilitowała się na podstawie monografii „Rola procesu zapalnego ze szczególnym uwzględnieniem granulocytów obojętnochłonnych w rozwoju przewlekłych powikłań cukrzycy”. W 2008 otrzymała tytuł naukowy profesora. Odbyła staż naukowy w Diabetes Trial Unit w Oksfordzie.
Jej zainteresowania naukowe obejmują naturalną historię cukrzycy i patomechanizmu przewlekłych powikłań, insulinoterapię z wykorzystaniem nowych technologii.
Jest kierowniczką Katedry i Kliniki Chorób Wewnętrznych i Diabetologii Wydziału Lekarskiego UM w Poznaniu. Prorektor ds. organizacji, promocji i rozwoju w kadencji 2020–2024 oraz prorektor ds. dydaktycznych w kadencji 2024–2028. Wypromowała czternaścioro doktorów, w tym Aleksandrę Araszkiewicz (2006), Aleksandrę Uruską (2012) oraz Andrzeja Gawreckiego (2015).
Od 2011 członkini zarządu, od 2015 wiceprezes, zaś od 2017 prezes zarządu Polskiego Towarzystwa Diabetologicznego.
Kilkukrotnie wyróżniana przez czasopismo „Puls Medycyny” w tzw. Liście Stu: za 2017 za pierwsze w Polsce wszczepienie pacjentowi długoterminowego mikrosensora monitorującego stężenie glukozy, za 2018, za 2019 tytuł promotora wiedzy.
Uprawia wyczynowo kolarstwo górskie w ramach grupy MedBike team. Współorganizatorka I Mistrzostw Polski Dzieci i Młodzieży w Piłce Nożnej oraz I Mistrzostw Polski MTB Kolarzy z Cukrzycą.
W 2020 „za zasługi w działalności na rzecz rozwoju medycyny oraz ochrony zdrowia publicznego” została odznaczona Złotym Krzyżem Zasługi.